# كارول لي سانشيز
كارول لي سانشيز (بالإنجليزية: Carol Lee Sanchez)‏ (1934)؛ كاتِبة وشاعرة أمريكية. درست في جامعة سان فرانسيسكو الحكومية.